# Casa Trobalet
La Casa Trobalet és una obra de la Vall de Boí (Alta Ribagorça) inclosa a l'Inventari del Patrimoni Arquitectònic de Catalunya.

## Descripció
Unitat tipològica de caràcter familiar; agrícola i ramader, formada per Casa, Paller que s'incorpora a la coberta del conjunt regular de l'edificació i era. En l'espai de l'era presenta una petita edificació moderna que redueix l'espai d'aquesta. Una de les característiques d'aquesta unitat es la forma segura del conjunt.